# Ionia (Missouri)
Ionia – wieś w Stanach Zjednoczonych, w stanie Missouri, w hrabstwie Benton.